# Adrian Smith (baloncestista)
Adrian Howard Smith (Farmington, Kentucky, 5 de octubre de 1936), conocido como Odie, es un exjugador de baloncesto estadounidense que disputó 10 temporadas en la NBA y una más en la ABA. Con 1,84 metros de altura, jugaba en la posición de base.

## Trayectoria deportiva

### Universidad
Jugó durante cuatro temporadas con los Wildcats de la Universidad de Kentucky, con los que ganó el título de Campeón de la NCAA en 1958, formando parte de los denominados Fiddlin’ Five. En la final anotó 7 puntos, consiguiendo la victoria ante la Universidad de Seattle por 84-72.

### Juegos Olímpicos
Smith fue incluido, junto a otros grandes jugadores de la época como Jerry West, Oscar Robertson, Jerry Lucas o Walt Bellamy en la selección de baloncesto de Estados Unidos que ganó el oro acabando imbatida en los Juegos Olímpicos de Roma 1960.

### Profesional
Fue elegido en la decimoquinta ronda del Draft de la NBA de 1958 por Cincinnati Royals, en el puesto 85. A pesar de una elección tan tardía, enseguida se hizo un hueco en el equipo, en sus tres primeras temporadas saliendo desde el banquillo, para ya en la cuarta, en la temporada 1964-65 hacerse con un puesto de titular. Al año siguiente sería su temporada estelar entre los profesionales, ya que promedió su cifra más alta de puntos de su carrera, 18,4 por partido, y fue elegido para jugar el All-Star Game, algo que tenía muy complicado porque en aquella época solamente se podían elegir dos jugadores por equipo, y Smith tenía delante de él a Jerry Lucas y Oscar Robertson. Pero el entrenador del Este, Red Auerbach, lo eligió en último momento para completar el equipo. Tras superar los nervios iniciales, y ayudado por su compañero de equipo Oscar Robertson, acabó el partido con 24 puntos, 8 rebotes y 3 asistencias, que le valieron para ser elegido MVP del partido.
Smith se consolidó en el puesto de escolta al lado de "The Big O", y durante dos temporadas más recayó sobre ellos el peso de iniciar el ataque del equipo. En la temporada 1966-67 consiguió ser el jugador de la liga que lideró la lista de los mejores lanzadores de tiros libres, promediando un 90,3 %.
Mediada la temporada 1969-70 fue traspasado a San Francisco Warriors, donde durante temporada y media apenas contó para su entrenador. En 1971], ya con 35 años, decide prolongar su carrera una temporada más, probando fortuna en la liga rival, la ABA, fichando por los Virginia Squires. Se retiró al término de la misma, habiendo promediado en el total de su carrera deportiva 11,3 puntos, 2,3 asistencias y 2,1 rebotes por partido.

## Estadísticas de su carrera en la NBA
|  | Líder de la liga |

### Temporada regular
| Año     | Equipo         | PJ  | MPP  | TC%  | TL%  | RPP | APP | PPP  |
| ------- | -------------- | --- | ---- | ---- | ---- | --- | --- | ---- |
| 1961–62 | Cincinnati     | 80  | 18.3 | .405 | .775 | 1.9 | 2.1 | 7.2  |
| 1962–63 | Cincinnati     | 79  | 19.3 | .443 | .811 | 2.2 | 1.8 | 8.9  |
| 1963–64 | Cincinnati     | 66  | 23.1 | .406 | .782 | 2.2 | 2.2 | 9.4  |
| 1964–65 | Cincinnati     | 80  | 34.3 | .456 | .830 | 2.8 | 3.0 | 15.1 |
| 1965–66 | Cincinnati     | 80  | 37.3 | .405 | .850 | 3.6 | 3.2 | 18.4 |
| 1966–67 | Cincinnati     | 81  | 32.5 | .438 | .903 | 2.5 | 2.3 | 16.6 |
| 1967–68 | Cincinnati     | 82  | 33.9 | .464 | .829 | 2.3 | 3.3 | 15.6 |
| 1968–69 | Cincinnati     | 73  | 18.3 | .432 | .807 | 1.4 | 1.7 | 9.6  |
| 1969–70 | Cincinnati     | 32  | 14.2 | .405 | .867 | 1.0 | 1.4 | 5.4  |
| 1969–70 | San Francisco  | 45  | 14.1 | .347 | .909 | 1.1 | 1.9 | 6.4  |
| 1970–71 | San Francisco  | 21  | 11.8 | .427 | .854 | 1.1 | 1.4 | 5.3  |
| 1971–72 | Virginia (ABA) | 53  | 12.9 | .446 | .893 | .9  | .8  | 5.1  |
| Total   | Total          | 772 | 24.6 | .430 | .838 | 2.1 | 2.3 | 11.3 |

### Playoffs
| Año   | Equipo         | PJ | MPP  | TC%  | TL%   | RPP | APP | PPP  |
| ----- | -------------- | -- | ---- | ---- | ----- | --- | --- | ---- |
| 1962  | Cincinnati     | 4  | 13.3 | .421 | 1.000 | 1.3 | .8  | 5.3  |
| 1963  | Cincinnati     | 12 | 16.7 | .402 | .705  | 1.3 | 2.3 | 8.1  |
| 1964  | Cincinnati     | 7  | 9.4  | .308 | .714  | 1.3 | .6  | 3.0  |
| 1965  | Cincinnati     | 4  | 37.5 | .375 | .955  | 2.8 | 5.3 | 14.3 |
| 1966  | Cincinnati     | 5  | 31.4 | .373 | .955  | 2.4 | 2.6 | 13.0 |
| 1967  | Cincinnati     | 4  | 30.0 | .375 | .750  | 2.0 | 2.8 | 11.3 |
| 1972  | Virginia (ABA) | 11 | 27.0 | .465 | .865  | 1.7 | 1.5 | 11.4 |
| Total | Total          | 47 | 22.2 | .402 | .832  | 1.7 | 2.1 | 9.2  |

## Vida personal
Tras dejar el baloncesto, se convirtió en banquero, trabajando muchos años como comercial en Cincinnati, en el Fifth Third Bank. Desde 2014 es el vicepresidente de Fifth-Third Bank.
Reside en Cincinnati con su mujer, Paula, en la única casa que han tenido y todavía posee el Ford Galaxie que ganó en el All-Star Game de 1966.